# Sân bay quốc tế Albuquerque
Albuquerque International Sunport (mã sân bay IATA: ABQ, mã sân bay ICAO: KABQ, mã sân bay FAA LID: ABQ) là một sân bay công cộng nằm 3 dặm (5 km) về phía đông nam khu kinh doanh trung tâm của Albuquerque, một thành phố ở quận Bernalillo, New Mexico, Hoa Kỳ. Đây là sân bay thương mại lớn nhất trong tiểu bang, phục vụ 5.764.693 lượt hành khách trong năm 2018. Sân bay này phục vụ Albuquerque và Santa Fe (còn được phục vụ bởi sân bay thành phố Santa Fe).

## Lịch sử
Albuquerque trong những năm 1930 đã được phục vụ bởi hai sân bay tư nhân, sân bay West Mesa và sân bay Oxnard. Khoảng năm 1935, người ta đã đề nghị thành phố xây dựng một sân bay công cộng sử dụng tiền WPA. Bảo đảm có 520.500 USD tài trợ, Thống đốc Clyde Tingley đã động thổ dự án vào ngày 28 tháng hai 1937. Sân bay thành phố Albuquerque mở cửa vào năm 1939 với hai đường băng trải nhựa, một nhà ga kiểu Pueblo được thiết kế bởi Ernest Blumenthal, và một nhà chứa máy bay lớn được thiết kế để chứa chiếc Boeing 307.
Sunport đã vào một vai trò mới vào năm 1940 khi sân bay là căn cứ không quân Albuquerque, tiền thân của cơ sở Kirtland ngày hôm nay của Lực lượng Không quân. Sân bay tiếp tục chia sẻ các đường băng của nó với Kirtland, cũng xử lý các hoạt động cứu hộ và chữa cháy.
Tháng 4 năm 1957 OAG cho thấy 31 chuyến khởi hành các ngày trong tuần: 13 trên Continental, 12 TWA và Frontier 6.
Các nhà ga hiện nay được xây dựng vào năm 1965 trên một địa điểm ngay phía đông của nhà ga ban đầu. Nó đã được mở rộng hai lần, lần đầu tiên vào cuối những năm 1980 và gần đây nhất vào năm 1996. Nhà ga cũ đã được khôi phục và hiện nay nhà văn phòng của Cục Quản lý An ninh Giao thông vận tải. Đã được thêm vào Sổ đăng ký quốc gia di tích lịch sử vào năm 1988.